# Strumień masy
Strumień masy (masowe natężenie przepływu) – iloczyn gęstości, prędkości przepływu czynnika (płynu) przepływającego przez przewód rurowy (rurę) i powierzchni przekroju tego przewodu. Pojęcie stosowane w fizyce oraz inżynierii.
Masowe natężenie przepływu lub wydatek masowy jest określane symbolami {\displaystyle G} albo {\displaystyle {\dot {m}},} gdzie jednostką fizyczną jest masa/czas. W technice najczęściej stosuje się kg/s.
{\displaystyle G=\rho vS,}
{\displaystyle G} – strumień masy (kg/s)
{\displaystyle \rho } – gęstość płynu (kg/m³)
{\displaystyle v} – średnia prędkość liniowa czynnika w kierunku przepływu (m/s)
{\displaystyle S} – pole powierzchni przekroju rury (m² ; wzór dla rury okrągłej o promieniu {\displaystyle r{:}} {\displaystyle S=\pi r^{2}}).
Strumień masy nazywany jest również prędkością masową lub przepływem masowym (ang. mass flow rate).
Analogiczne pojęcia związane: strumień molowy (mol/s), strumień objętości (m³/s).